# Азоян, Овик Багдасарович
О́вик Багдаса́рович Азоя́н (арм. Հովիկ Ազոյան, 14 августа 1944, село Вагуди Сисиан — 9 апреля 2008) — бывший депутат парламента Армении.
- 1959—1964 — Каджаранский строительный техникум. Строитель.
- 1965—1967 — курсы Ленинградского политехнического института. Гидростроитель.  Награждён орденом Боевого Креста II степени (1994), медалями “ Андраник Озанян ” (1998) и “Маршал Баграмян” (1999).
- 1961—1964 — работал в строительном управлении N 1 треста “Каджаранстрой” рабочим.
- 1976—1978 — работал начальником участка стройуправления ТатевГЭС “Армгидростроя”.
- 1978—1984 — начальник спецучастка стройуправления “Арпа-Севан”.
- 1984—1992 — начальник хозрасчетного участка треста N 6 “Сельстроя”. Участвовал в Карабахском движении.
- 1990—1994 — был командиром батальона самообороны, 1993—1994 — начальником Зангезурской территориальной полиции.
- 1994—2003 — командир мотострелкового полка.
- 2003—2007 — депутат парламента. Член постоянной комиссии по обороне, национальной безопасности и внутренним делам. Беспартийный.